# Shinee World V
SHINee World V (promowany jako SHINee Concert "SHINee World V") – piąta trasa koncertowa południowokoreańskiego zespołu SHINee. Rozpoczęła się 2 września 2016 roku od  koncertu w Seulu i obejmowała 14 koncertów w Korei Południowej, Indonezji, Japonii, Kanadzie, Stanach Zjednoczonych, Chinach, na Tajwanie oraz w Tajlandii. Koncert zamykający trasę miał miejsce 24 lipca 2017 w Bangkoku. Była to ostatnia trasa zespołu w pięcioosobowym składzie.
Dnia 13 marca 2018 roku wydano DVD z nagraniami jednego z koncertów w Seulu.

## Lista koncertów
| Data              | Miasto      | Kraj              | Obiekt                              |
| ----------------- | ----------- | ----------------- | ----------------------------------- |
| 2 września 2016   | Seul        | Korea Południowa  | Olympic Gymnastics Arena            |
| 3 września 2016   | Seul        | Korea Południowa  | Olympic Gymnastics Arena            |
| 4 września 2016   | Seul        | Korea Południowa  | Olympic Gymnastics Arena            |
| 12 listopada 2016 | Dżakarta    | Indonezja         | Jakarta International Expo          |
| 9 grudnia 2016    | Jokohama    | Japonia           | Yokohama Arena                      |
| 10 grudnia 2016   | Jokohama    | Japonia           | Yokohama Arena                      |
| 11 grudnia 2016   | Jokohama    | Japonia           | Yokohama Arena                      |
| 19 maja 2017      | Toronto     | Kanada            | Sony Centre for the Performing Arts |
| 21 maja 2017      | Vancouver   | Kanada            | Orpheum                             |
| 24 maja 2017      | Dallas      | Stany Zjednoczone | Verizon Theatre                     |
| 26 maja 2017      | Los Angeles | Stany Zjednoczone | Shrine Auditorium                   |
| 20 maja 2017      | Hongkong    | Chiny             | AsiaWorld–Arena                     |
| 11 czerwca 2017   | Tajpej      | Tajwan            | Xinzhuang Gymnasium                 |
| 24 czerwca 2017   | Bangkok     | Tajlandia         | Thunderdome MuangThong Thani        |